# Петров, Владимир Сергеевич (режиссёр)
Владимир Сергеевич Петров (род. 17 октября 1946 года, Киев, Украинская ССР, СССР) — советский и российский актёр, театральный режиссёр. Заслуженный деятель искусств Российской Федерации (1999).

## Биография
Владимир Петров родился 17 октября 1946 года в Киеве.
Учился на актёрском факультете Киевского театрального института имени И. К. Карпенко-Карого (курс Л.А.Олейника, окончил в 1972 году), затем там же, на режиссёрском факультете (курс В. Н. Судьина, окончил в 1979 году).
В качестве актёра работал во время обучения в Харьковском академическом театре им. Т. Г. Шевченко.
С 1980 по 1985 год работал как актёр и режиссёр Рижского театра русской драмы.
С 1985 по 1989 год был художественным руководителем Севастопольского драматического театра им. А. В. Луначарского. Среди поставленных на его сцене спектаклей — «Проводим эксперимент» по пьесе В. К. Черных и М. А. Захарова. По оценке Марка Захарова, данной им после постановки пьесы, Петров является одним из лучших режиссёров России.
С 1989 и по 1992 год был художественным руководителем Киевского академического русского драматического театра имени Леси Украинки.
С 1995 по 2001 год — главный режиссёр Омского академического театра драмы.
С 2002 по 2004 — главный режиссёр Рижского театра русской драмы имени Михаила Чехова.
С 2005 по 2011 профессор кафедры актерского мастерства Школы-студии МХАТ.
С 2011 года по настоящее время — художественный руководитель Воронежского академического театра драмы имени Алексея Кольцова.

## Семья
- Дочь Наталья Владимировна Петрова (Бронштейн) (род. 23 августа 1970), актриса, режиссер, сценарист.
- Сын Роман Владимирович Петров (род. 2 января 1972), писатель
- Дочь Иванна Владимировна Петрова (род. 28 июля 1990), актриса, журналист. (в браке с Еленой Петровой-Ройгно, актриса, писатель)
- Дочь Ева Владимировна Петрова

## Творчество

### Роли в театре
- Каренин — «Живой труп» Л. Толстого
- Князь Серпуховской — «История Лошади» Л. Толстого
- Глумов — «На всякого мудреца довольно простоты» А. Островского
- Мэкки Нож — «Трехгрошовая опера» Б. Брехта
- Вершинин — «Три сестры» А. Чехова
- Тригорин — «Чайка» А. Чехова
- Лир - «Король Лир» У. Шекспир

### Постановки в театре
Первые свои спектакли поставил на сцене Харьковского театра имени Т. Г. Шевченко. Это были «Сватанье на Гончаровке» и «Мельница счастья».
Всего поставил более 100 спектаклей в России и за рубежом, среди которых:

#### Рижский русский театр имени Михаила Чехова
- «Воспоминание» А. Н. Арбузова[1]
- «Женя, Женечка и Катюша» Б.Окуджавы
- «Всё хорошо, что хорошо кончается» Шекспира
- «Ночные забавы» Виктора Мережко.
- «Смотрите кто пришел» Е. Арро.
- 1999 — «Натали» И. Бунина

#### Севастопольский академический русский драматический театр им. А. В. Луначарского
- «Арена» И.Фридберга[1]
- «Собачье сердце» М. А. Булгакова
- «Театр» М.Фрейна
- «Панночка» Нины Садур
- «Проводим эксперимент» Александра Гельмана

#### Независимый театральный проект
- 2008 — «Театр по правилам и без» М. Фрейн

#### Киевский академический театр имени Л.Украинки
- 1989 — «Перламутровая Зинаида» М. Рощина
- 1990 — «Савва» Л. Андреева.
- 1991 — «Кандид» Вольтера — Бернстайна
- 1991 — «Метеор» Ф. Дюрренматта

#### Прочие постановки
- 1994 — «Чёрт» Ф. Мольнара (Александринский театр, Санкт-Петербург)
- 1994 — «Человек, животное и добродетель» Л. Пиранделло (Омский академический театр драмы)
- 1994 — «Натуральное хозяйство в Шамбале» Алексея Шипенко (Омский академический театр драмы)
- 1995 — «Часовня» Бунин — Мюссе (Омский академический театр драмы)
- 1996 — «Женщина в песках» К. Абэ (Кобо Абэ) (Омский академический театр драмы) («Золотая маска» в номинации — «Лучшая работа режиссёра», 1997 год)
- 1997 — «Живой труп» Л. Толстого (Омский академический театр драмы)
- 1998 — «Академия смеха» К. Митани (Омский академический театр драмы)
- 1998 — «Церемонии зари» К. Фуэнтеса (Омский академический театр драмы)
- 1998 — «На дне» М. Горького (Токио гейцзюсудза)
- 1999 — «Происшествие, которого никто не заметил» А. Володина (Омский академический театр драмы)
- 2000 — «Лоренцаччо» А. Мюссе (Омский академический театр драмы)
- 2002 — «Вечность и ещё один день» Милорада Павича[2]
- 2005 — «Болеро» Павел Когоут (Московский театр-студия под руководством Олега Табакова)
- 2007 — «Night and Day» Биляна Срблянович (Санкт-Петербургский академический театр имени Ленсовета)[3]
- 2006 — «Живи и помни» Валентин Распутин (Московский Художественный театр имени А. П. Чехова)
- 2008 — «Женитьба» Н. В. Гоголя (Государственный Пушкинский театральный центр в Санкт-Петербурге)
- 2007 — «Двенадцать картин из жизни художника» Юрий Купера (Московский художественный театр им. А. П. Чехова)
- 2007 — «Евгений Онегин» А. Пушкина (Владимирский драматический театр)
- 2009 — «Отелло» Верди (Пермский театр оперы и балета)
- 2010 — «Моя дорогая Матильда» И. Горовиц (МХАТ им. Чехова)
- 2010 — «Арест» Ж. Ануя (Воронежский академический театр драмы им. А. Кольцова)
- 2011 — «Река Потудань» А.Платонова (Воронежский академический театр драмы им. А. Кольцова)
- 2012 — «Приручение строптивой» А.Застырец по У.Шекспиру (Воронежский академический театр драмы им. А. Кольцова)
- 2012 — «Мост короля Людовика Святого» Т.Уайлдера (Воронежский академический театр драмы им. А. Кольцова)
- 2012 — «Чайка» А. Чехова (Воронежский академический театр драмы им. А. Кольцова)
- 2014 — «Евгений Онегин» П. И. Чайковский (Самарский академический театр оперы и балета)
- 2016 — «Вишнёвый сад Архивная копия от 8 марта 2018 на Wayback Machine» А. Чехова (Воронежский академический театр драмы им. А. Кольцова)
- 2017 — «Американские горки» Эрик Ассус (Воронежский академический театр драмы им. А. Кольцова)
- 2017 — «Гамлет» У. Шекспир (Воронежский академический театр драмы им. А. Кольцова)
- 2018 — «Моя дорогая М.» Израэль Горовиц (Воронежский академический театр драмы им. А. Кольцова)
- 2018 — «Ракушка» П. Кальдерон (Воронежский академический театр драмы им. А. Кольцова)
- 2019 — «Фальшивая нота» Дидье Карона (Санкт-Петербургский академический театр имени Ленсовета)
- 2019 — «Человек с детским акцентом» Г. Остер (Воронежский академический театр драмы им. А. Кольцова)
- 2019 — «Маскарад» М. Ю. Лермонтов (Воронежский академический театр драмы им. А. Кольцова)
- 2020 — «Счастливый номер» Жан-Мари Шевре (Воронежский академический театр драмы им. А. Кольцова)
- 2020 — «Пьеса без названия» А. П. Чехов (Воронежский академический театр драмы им. А. Кольцова)
- 2021 — «Серафима» Ю. Суходольский (Воронежский академический театр драмы им. А. Кольцова)
- 2022 — «На всякого мудреца довольно простоты» А. Н. Островский (Воронежский академический театр драмы им. А. Кольцова)

### Роли в кино
- 1968 — Прощание Архивная копия от 28 декабря 2021 на Wayback Machine (Прощання) реж. Р. Недашковская
- 1985 — Последняя индульгенция
- 1988 — Театр — режиссёр Ллойд Даллас
- 1992 — Дорога никуда

## Признание и награды
- Орден «За заслуги в культуре и искусстве» (12 апреля 2023) — за вклад в развитие отечественной культуры и искусства, многолетнюю плодотворную деятельность[4]
- Лауреат премии ЦФО в номинации «Театральное искусство» (2019)
- Лауреат премии «Лидер года - 2017» в номинации «Культура» с формулировкой «за вклад в развитие театрального искусства»
- Знак отличия «За заслуги перед Воронежской областью» (17 октября 2016) — за многолетнюю плодотворную творческую деятельность и большой личный вклад в развитие театрального искусства в Воронежской области
- Награждён «Золотой медалью Станиславского» (2016)
- Заслуженный деятель искусств Российской Федерации (22 ноября 1999) — за заслуги в области искусства[5]
- Лауреат всероссийской театральной премии «Золотая Маска » (1997)
- Многократный лауреат областных театральных премий "Браво"
- Лауреат премии Министерства культуры РФ имени Федора Волкова за вклад в развитие театрального искусства РФ (2024)[6]